# Imadateiella murka
Imadateiella murka är en urinsektsart som beskrevs av Andrzej Szeptycki 1988. Imadateiella murka ingår i släktet Imadateiella och familjen lönntrevfotingar. Inga underarter finns listade i Catalogue of Life.